# イェンス・ストルテンベルグ
イェンス・ストルテンベルグ（Jens Stoltenberg、1959年3月16日 - ）は、ノルウェーの経済学者、政治家。現在、同国財務大臣を務めている。同国首相、財務大臣、産業・エネルギー大臣のほか、北大西洋条約機構事務総長（第13代）を歴任した。
2000年から2001年まで首相を務め、一度政権を降りるが2005年に赤緑連合が総選挙で勝利し再び首相の座に就いた。2009年に再任されたが2013年に行われた三期目に向けての総選挙では敗北し退任した。

## 来歴

### 生い立ち
オスロ出身。母カリン・ストルテンベルグと父トールヴァル・ストルテンベルグの間に生まれる。カリンは国務長官、トールヴァルは外務大臣や国連難民高等弁務官を務めた政治家一家である。
ベトナム戦争への抗議でオスロの英国大使館に投石したことがある。
1979年ノルウェー労働党系の新聞「アルベイデルブラデット」記者になり1989年から翌年までオスロ大学講師を務める。
ノルウェー労働党の青年組織（AUF）の代表を1985年から1989年まで務め、1990年から1992年まではオスロ労働党オスロ支部長でもあった。

### 政治家として
ノルウェー労働党内では穏健派と言われ「ノルウェーのトニー・ブレア」と譬えられることもある。1992年にはグロ・ハーレム・ブルントラントの後継を巡ってトルビョルン・ヤーグランと党首の座を争って敗れた。
1993年にノルウェー国会議員に初当選し、グロ・ハーレム・ブルントラントを首班とする第3次ブルントラント内閣では、フィン・クリステンセンの後任として、1993年10月7日から1996年10月25日にかけて産業・エネルギー大臣を務めた。ブルントラントの後継としてトルビョルン・ヤーグランが首相に就任し、新たにヤーグラン内閣が発足すると、1996年10月25日から1997年10月17日にかけて財務大臣を務めた。

### 首相として
2000年３月にノルウェー最年少の41歳で首相に就任したが（第一次政権）、国営事業の民営化を伴う福祉国家路線の変更を巡っては与党内でも論争の的となった。2001年9月10日に行なわれた議会選挙ではノルウェー労働党は得票率わずか24%という同党史上まれな大敗を喫し下野した。この結果、主導権を争っていたヤーグランに執行部を掌握された。
しかし、その後、2005年の選挙において社会主義左翼党および中央党とともに赤緑連合を結成し議席の大多数を占め大勝。再び与党の座に返り咲き2期目の首相就任を果たした（第二次政権）。
2010年4月長年ノルウェーとロシアとの間の懸案であったバレンツ海と北極海の係争海域の帰属確定について、ストルテンベルグ首相はロシアの真意をくみ取り妥協を引き出し合意した。
2011年7月22日に首都オスロで発生したノルウェー連続テロ事件で首相府が入る政府庁舎が爆破されたが事件当時には自宅におり難を逃れている。
2012年に訪日し日本の児童たちにサーモンの寿司を振る舞うパフォーマンスを行った。
2013年6月1日、再選に向けたキャンペーンの一環として、政治に関する有権者の生の声を聞くためにドライバーに扮してタクシーを運転し、乗客と会話を交わした。首相だと気づかれた場合のみ身分を明かすことにしていたが、ほとんどの乗客がすぐに異変に気がついた。運転は8年ぶりで、オートマチック車であったにもかかわらずクラッチペダルと思い込んでブレーキペダルを踏む一幕もあった。
ストルテンベルグ政権時代のノルウェーは高い経済成長率を示していたが、減税を主張したエルナ・ソルベルグ党首率いる保守党に2013年9月の総選挙で敗北した。ストルテンベルグは首相辞任を表明し、後任の首相には保守党のソルベルグ党首が就き、保守党を含む中道右派4党の連立内閣が発足した。

### NATO事務総長として
ノルウェー首相時代に40年に及ぶロシアとの最大の懸念事項に終止符を打った外交手腕を買われ、2014年3月28日に北大西洋条約機構(NATO)の事務総長に任命された。ただ、ロシアへ強硬姿勢を強めるアメリカ、慎重な姿勢のドイツなど立場が異なる各国を束ねるのは容易ではないと評された。しかし2017年12月にはアメリカやドイツの強い支持を得て事務総長の任期が2年間延長され、その後2019年3月にさらに2年間延長されたため、2022年9月30日まで務めることとなった（その後さらに数回延期され、後述のとおり2024年9月30日までの任期延長が決まっている）。
2020年6月に、COVID-19の流行に乗じて国家・非国家の主体が偽情報やプロパガンダによりNATOを標的にしているとして「NATOは、偽情報を突き止め、それと戦うために共闘している。我々を分断させようとする者は失敗する」と述べている。また中華人民共和国について「新たな敵国とは見ていない」としつつも「世界の力のバランスを根本的に変え、経済、技術の覇権争いを激化させている」と指摘し、「オーストラリアや日本、ニュージーランドなど考え方が同じ国々とさらに緊密に協力する必要がある」と訴えている。
2021年12月、ストルテンベルグは、任期途中の2022年2月末に辞任予定であるノルウェー中央銀行総裁オイスタイン・オルセンの後任候補となる意向を表明し、2022年2月4日に同中央銀行総裁としてストルテンベルグが任命された。その時点では、同年9月末でNATO事務総長の任期を満了した後、12月1日を目途に可能となった時点で本格的に総裁として就任する予定であり、ストルテンベルグが就任するまでの間は、副総裁であったイーダ・ヴォルデン・バーチェが暫定的に総裁職を務めることとなっていて、バーチェは3月1日に暫定総裁に就いた。しかしながら、その後3月23日の時点でノルウェー財務省から、ストルテンベルグがロシアのウクライナ侵攻による危機対応のために今後もNATO事務総長にとどまり、同年12月での中央銀行総裁への就任が困難である見通しが公にされた。3月24日には、ストルテンベルグのNATO事務総長を続ける意向を受けて正式にNATO緊急首脳会議において2023年9月30日までの任期延長が決定され、ストルテンベルグはノルウェー中央銀行総裁の職を辞した（代わりの総裁にはバーチェが4月1日付けで就任した）。2023年7月4日には加盟各国がストルテンベルグの任期をさらに1年延期し、2024年9月30日までとすることで合意が形成された。2024年10月1日、任期満了に伴いNATO事務総長を退任した。
2025年2月4日、労働党と中央党の連立政権の崩壊に伴う内閣改造により、財務大臣に就任。

## ギャラリー
- ノルウェーのクリスティン・ハルヴォルセン教育・研究大臣らと（2010年9月29日）
- 左からフィンランドのユルキ・カタイネン首相、ストルテンベルグ、アイスランドのヨハンナ・シグルザルドッティル首相、スウェーデンのフレドリック・ラインフェルト首相（2011年11月1日）
- フォルケル航空基地にて（2020年10月16日）
- 米国のロイド・オースティン国防長官と（2021年10月22日）
- NATO外相会合・G7外相会合。左からジョセップ・ボレル欧州連合外務・安全保障政策上級代表、イタリアのルイジ・ディマイオ、フランスのジャン＝イヴ・ル・ドリアン、日本の林芳正、米国のアントニー・ブリンケン、ドイツのアンナレーナ・ベアボック、カナダのメラニー・ジョリー、イギリスのリズ・トラス、ストルテンベルグ（2022年4月7日、ブリュッセル）。
- ニュージーランドのジャシンダ・アーダーン首相と（2022年6月29日）